# (2849) Shklovskij
(2849) Shklovskij est un astéroïde de la ceinture principale.

## Description
(2849) Shklovskij est un astéroïde de la ceinture principale. Il fut découvert le 1er avril 1976 à Naoutchnyï par Nikolaï Tchernykh. Il porte le nom de Iossif Chklovski. Il présente une orbite caractérisée par un demi-grand axe de 2,57 UA, une excentricité de 0,01 et une inclinaison de 6,8° par rapport à l'écliptique.

## Compléments